# Soteapan
Soteapan è una municipalità dello stato di Veracruz, nel Messico centrale, il cui capoluogo è la località omonima.
Conta 35.155 abitanti (2015) e ha una estensione di 479,71 km².